# BitBox
Browser in the Box, kurz: BitBox, ist ein Webbrowser-Softwarepaket zum sicheren Surfen im Internet. Das Unternehmen Sirrix AG (seit Mai 2015 Rohde & Schwarz Cybersecurity, als Tochterunternehmen von Rohde & Schwarz) entwickelte es im Auftrag des BSI.

## Aufgabenstellung und Entwicklung
Für komfortables und gesichertes Surfen im Internet durch Bundesbehörden beauftragte das Bundesamt für Sicherheit in der Informationstechnik (BSI) die Firma Sirrix AG mit der Entwicklung der virtuellen Surfumgebung BitBox. Seit Sommer 2011 steht diese zur Verfügung und ermöglicht das weitgehend gefahrenlose Surfen im Internet.
Um vertraulich-persönliche, betriebliche oder geheime Daten auf einem PC vor unbefugtem Zugriff zu schützen oder Gefahren abzuwehren, müssen insbesondere beim Datenaustausch unterschiedlichste Angriffsszenarien berücksichtigt werden. Beim Internetsurfen ist das Gefährdungspotential mit Einführung des Web 2.0 durch „aktive Inhalte“ deutlich vergrößert worden, so dass das Risiko nicht allein durch eine Firewall beherrscht werden kann. Vielmehr muss die Schnittstelle zum Internet möglichst ohne Beeinträchtigung des Nutzers zusätzlich gegen den vertrauenswürdigen Bereich abgegrenzt werden.
Unter dem Schlagwort „Browser-in-the-Box“ wird ein herkömmlicher Firefox- oder Chrome-Webbrowser durch eine virtuelle Maschine auf einem reduzierten, gehärteten, Debian-Linux-basierten Gastbetriebssystem gekapselt, um die Wahrscheinlichkeit für das Eindringen von Malware in das Host- bzw. Basisbetriebssystem zu verringern. Ein möglicher Schaden im Gast-Betriebssystem wird bei jedem Browserneustart durch Rückkehr auf einen zertifizierten Ausgangszustand beseitigt.
Im Unterschied zur Sandboxing-Methode von Standard-Browsern isoliert die virtuelle Maschine das ganze Gastbetriebssystem und alle Aktivitäten des Browsers vollständig vom Basisbetriebssystem. Lediglich ein gemeinsamer Ordner ist im Basisbetriebssystem für ein gesondertes Nutzerkonto zugreifbar. Hier werden alle persistenten Konfigurationsdaten (Lesezeichen, Startseite etc.) des Browsers gespeichert. Auch alle via Internet heruntergeladenen Dateien werden zunächst hier abgelegt, bevor sie nach Untersuchung durch einen aktuellen Virenscanner dem Nutzer in seinem üblichen Download-Verzeichnis zur Verfügung gestellt werden.
Neben dem so hergestellten weitgehenden Schutz des Basissystems vor Angriffen aus dem Internet („Angriff von außen“) wird außerdem ein Upload von Dateien ins Internet – unabsichtlich durch Trojaner oder gezielt durch Mitarbeiter – wirksam verhindert („Angriff von innen“) und damit die Vertraulichkeit wichtiger Unternehmens- oder Behördendaten nicht bereits durch die alleinige Bereitstellung eines Internetzugangs gefährdet.
Die Einzelplatzversion war für die private Nutzung kostenlos, steht aber seit Mitte 2019 nicht mehr zur Verfügung.
Weiterhin wird der von der Sirrix AG entwickelte Sourcecode in regelmäßigen Abständen unter der GNU GPLv2 Lizenz veröffentlicht. Auf Nachfrage stellte R&S die OpenSource Anteile der letzten OpenSource Version 5.2.2 bereit. Performanceeinbußen sind durch die Virtualisierung des Browsers zwar vorhanden, bei heutigen Rechnerarchitekturen sind diese jedoch so gering, dass das Surfen ohne merkbare Einschränkung möglich ist.

### Kritik
- BitBox enthält die Java-Laufzeitumgebung. Diese ist nicht immer auf dem aktuellen Stand und wird lediglich mit einer neuen BitBox-Version aktualisiert. Dies würde auf herkömmlichen Systemen zu starken Sicherheitsproblemen führen. Durch die Verwendung des gehärteten Betriebssystems im Gast wird jedoch die Angriffsfläche für einen Angreifer stark eingeschränkt und verhindert somit das Ausnutzen der meisten bekannten Sicherheitslücken.
- Das Zurücksetzen von BitBox hat keinerlei Auswirkung auf die installierten Extensions bzw. Toolbars des Browsers. Die installierten Add-ons werden jedoch bei jedem Neustart von BitBox zurückgesetzt, wenn die Option für persistente Daten entsprechend gesetzt wird.
- BitBox erzwingt die Installation einer eigenen VirtualBox-Version mit proprietären Veränderungen, derzeit (August 2015) VirtualBox 4.3.20_Sirrix. Eine bereits vorhandene allgemeine VirtualBox-Installation muss vorher deinstalliert werden, selbst wenn es sich um dasselbe (4.3.20) oder ein neueres Release handelt.

### Systemvoraussetzungen
- Windows XP (bis Version 3.2.3)/7/8/10 oder Linux
- min. 1,5 GiB freier Festplattenplatz
- 1 GiB RAM mindestens, 2 GiB oder mehr werden empfohlen
- aktuelle Hardware (z. B. Prozessorvirtualisierung)